# Nephrocerus lapponicus
Nephrocerus lapponicus är en tvåvingeart som beskrevs av Zetterstedt 1838. Nephrocerus lapponicus ingår i släktet Nephrocerus och familjen ögonflugor. Arten är reproducerande i Sverige. Inga underarter finns listade i Catalogue of Life.